# Moutier-d'Ahun
Moutier-d'Ahun è un comune francese di 166 abitanti situato nel dipartimento della Creuse nella regione della Nuova Aquitania.

## Società

### Evoluzione demografica
Abitanti censiti